# St. Antonius von Padua (Nordholz)

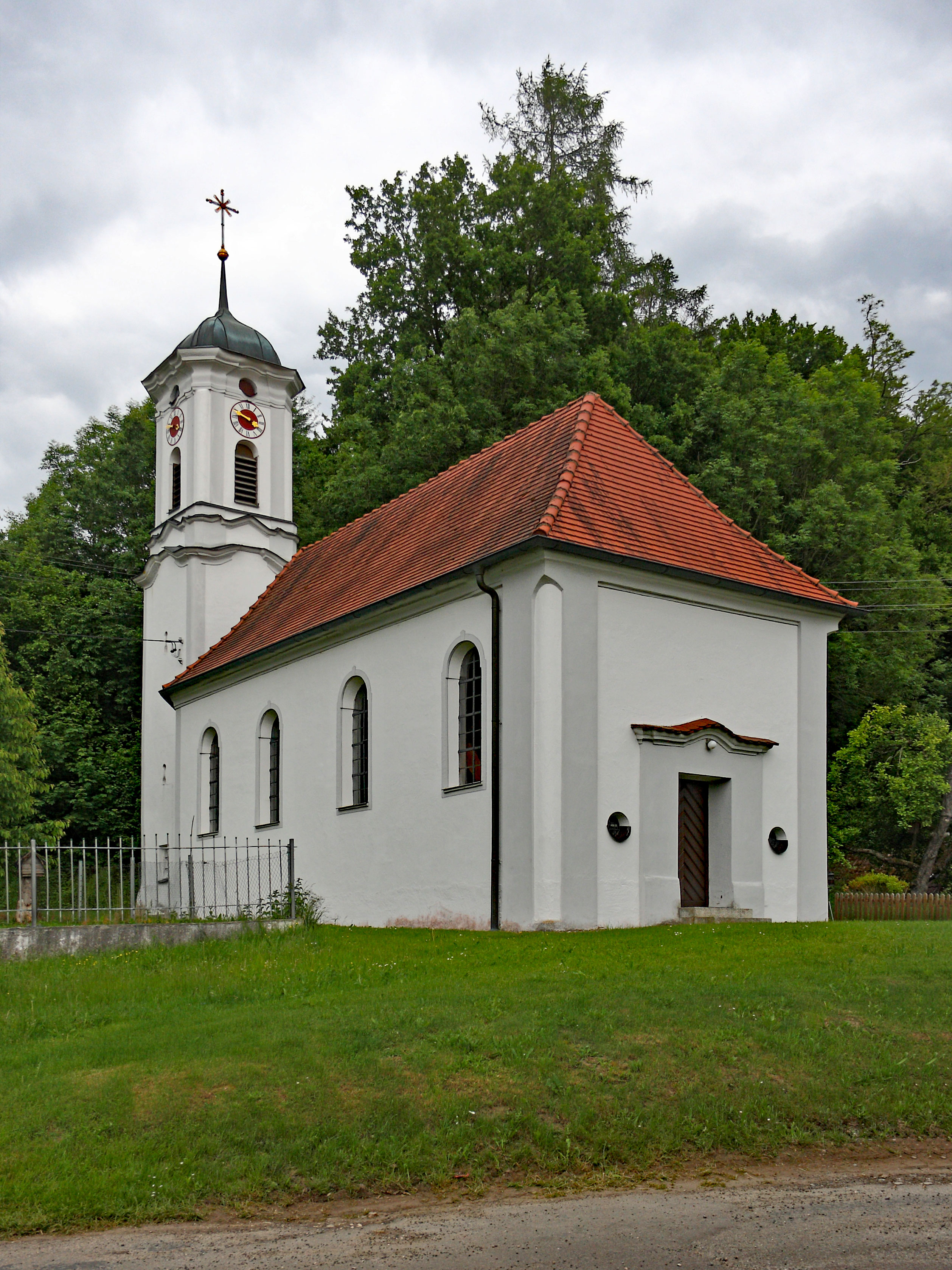
St. Antonius von Padua in Nordholz

Die römisch-katholische Filialkirche St. Antonius von Padua steht in Nordholz, einem Gemeindeteil von Buch im schwäbischen Landkreis Neu-Ulm in Bayern. Das Bauwerk ist in der Liste der Baudenkmäler in Buch als Baudenkmal unter der Nr. D-7-75-118-16 eingetragen. Die Kirche gehört zum Dekanat Neu-Ulm des Bistums Augsburg.

## Beschreibung
Das im Osten dreiseitig geschlossene Langhaus wurde 1709 gebaut. Daran wurde um 1760 der Kirchturm im Osten angeschlossen, der dem Vater von Jakob Eberle zugeschrieben wird. Sein oberstes, mit Pilastern an den Ecken versehenes Obergeschoss beherbergt die Turmuhr und den Glockenstuhl. Darauf wurde 1791 eine Glockenhaube gesetzt. Die Saalkirche wurde 1791 nach einem Entwurf von Thaddäus Rieff völlig umgestaltet. Zur Kirchenausstattung gehört ein um 1680 gebauter Hochaltar, der von den Statuen des Rochus von Montpellier und des heiligen Sebastian flankiert wird. An der Brüstung der Empore sind die zwölf Apostel dargestellt.